# Felkér
Felkér (régebben Kér, románul Felcheriu) falu Romániában, a Partiumban, Bihar megyében.

## Fekvése
A Sebes-Körös völgyében, Nagyváradtól délkeletre, Félixfürdőtől keletre fekvő település.

## Története
Kér Árpád-kori falu. Nevét már 1202–1203-ban említette oklevél v. Felquery, Felquer formában. 
1332 sacerdos de v. Felker, 1336-ban Felkeer, 1374-ben Keer superior, 1692-ben Kis Ker, 1808-ban Kér (Kis-) h., 1913-ban Felkér néven írták. 
Fényes Elek 1851-ben írta a településről: 
... románul Fel-Tyer, Bihar vármegyében, a Sebes-Körös völgyében, fele a falunak dombon, fele
völgyben fekszik. Lakja 445 óhitü, anyatemplommal. Van 4 4/8 egész urbéri telke, erdeje,
agyagos földe. Birja a váradi deák káptalan,
1910-ben 613 lakosából 3 fő magyar, 610 román volt. A falu lakói közül 609 fő görögkeleti ortodox vallású volt.
A trianoni békeszerződés előtt Bihar vármegye Központi járásához tartozott.
A 2002-es népszámlálás szerint 378 lakója közül 357 fő (94,4%) román nemzetiségű, 21 fő (5,6%) pedig cigány etnikumú volt.